# Новоивановка (Кегичёвский район)
Новоива́новка (укр. Новоіванівка; до 2016 г. — Коммуна́рка) — село, Павловский сельский совет, Кегичёвский район, Харьковская область, Украина.
Код КОАТУУ — 6323183703. Население по переписи 2001 года составляет 216 (102/114 м/ж) человек.

## Географическое положение
Село Новоивановка находится на правом берегу реки Орель ниже по течению от места впадения в неё реки Шляховая, выше по течению на расстоянии в 2,5 км расположено село Дмитровка (Первомайский район), ниже по течению на расстоянии в 3 км расположено село Яковлевка (Сахновщинский район), на противоположном берегу расположено село Верхняя Орелька (Первомайский район).
Через село проходит автомобильная дорога Т-2110.

## История
- 1933 — дата основания.

## Экономика
- Молочно-товарная ферма.

## Объекты социальной сферы
- Школа.
- Клуб.
- Спортивная площадка.
- Больница.

## Достопримечательности
- Братская могила советских воинов. Похоронено 13 воинов.